# Янчэн
Янчэ́н (кит. упр. 阳城, пиньинь Yángchéng) — уезд городского округа Цзиньчэн провинции Шаньси (КНР).

## История
При империи Хань в этих местах был создан уезд Хоцзэ (濩泽县). При империи Тан в 742 году он был переименован в Янчэн. В 905 году ему было возвращено название Хоцзэ, но при империи Поздняя Тан он в 923 году вновь получил название Янчэн. При империи Цзинь уезд был поднят в ранге до области, но при империи Юань в 1260 году область вновь была понижена в статусе до уезда.
В 1949 году был создан Специальный район Чанчжи (长治专区), и уезд вошёл в его состав. В 1958 году Специальный район Чанчжи был переименован в Специальный район Цзиньдуннань (晋东南专区), при этом к уезду Янчэн был присоединён уезд Циньшуй. В 1959 году уезды были разделены вновь.
В 1970 году Специальный район Цзиньдуннань был переименован в Округ Цзиньдуннань (晋东南地区).
В 1985 году постановлением Госсовета КНР были расформированы город Чанчжи, городской уезд Цзиньчэн и округ Цзиньдуннань. На их территории образованы городские округа Чанчжи и Цзиньчэн; уезд вошёл в состав городского округа Цзиньчэн.

## Административное деление
Уезд делится на 10 посёлков и 7 волостей.